# 宇奈無英雄
宇奈無英雄（？－2009年）是日本同人誌漫畫家，曾因出版科樂美戀愛模擬遊戲《心跳回憶》的18禁同人誌而被科樂美控告請求損害賠償；但由於宇奈無英雄故意逃跑不出庭，科樂美一直沒有求償成功。而後改以《北斗之拳》世界觀和畫風繪製《心跳回憶》的同人誌《世紀末告白傳說》（ときめきの拳～世紀末告白伝説～），受到歡迎，之後也有出版以同樣手法詮釋集英社漫畫《棋魂》的同人誌。
而因為這種同人誌大受歡迎，後來出現不少模仿《世紀末告白傳說》的同人作品，而當中最有名的團體是（改編的題材分別有《To Heart》、《笑園漫畫大王》、《神奇寶貝》等）。不過因為《世紀末告白傳說》太深入民心，的作品經常被某些人誤認為宇奈無英雄的作品，引起不少笑話。
2009年，宇奈無英雄病逝。

## 外部連結
- 90分￥15000 - 宇奈無英雄個人網站